# 40-я истребительная авиационная дивизия (1980)
 40-я истребительная авиационная дивизия (40-я иад) — воинское соединение вооружённых СССР в составе ВВС Дальневосточного военного округа, впоследствии в составе 1-й воздушной армии.

## История наименований
За весь период своего существования дивизия наименования не меняла:
- 40-я истребительная авиационная дивизия.

## Формирование
40-я истребительная авиационная дивизия сформирована в апреле 1980 года Приказом Министра Обороны СССР в составе ВВС Дальневосточного военного округа приданием авиационных полков, переданных из состава 11-й отдельной армии ПВО.

## Выполняемые задачи
Дивизия объединила полки, переданные из состава 11-й отдельной армии ПВО, выполнявшие задачи противовоздушной обороны. Задача дивизии состояла в охране воздушных рубежей участка государственной границы протяжённостью около 5000 км: от побережья вдоль Татарского пролива, далее остров Сахалин, заканчивая Курильскими островами. Площадь территории, прикрываемая дивизией, составляла около 1,5 млн кв. км.

## Расформирование
40-я истребительная авиационная дивизия расформирована в мае 1986 года в составе 1-й воздушной армии Дальневосточного военного округа.

## Командиры дивизии
- Генерал-майор авиации Корнуков Анатолий Михайлович, 1980—1985

## В составе объединений
| Дата          | Фронт (округ)                 | Армия               |
| ------------- | ----------------------------- | ------------------- |
| 01.05.1980 г. | Дальневосточный военный округ | 1-я воздушная армия |
| 01.05.1986 г. | Дальневосточный военный округ | 1-я воздушная армия |

## Части и отдельные подразделения дивизии
За весь период своего существования боевой состав дивизии не претерпевал изменения, в её состав входили полки:
| Период                        | Части                                 | Примечание                                             |
| ----------------------------- | ------------------------------------- | ------------------------------------------------------ |
| 01.05.1980 г. — 01.04.1983 г. | 308-й истребительный авиационный полк | Буревестник (о. Итуруп), МиГ-21 СМ, передан в 28-ю иад |
| 01.04.1983 г. — 01.05.1986 г. | 41-й истребительный авиационный полк  | Буревестник (о. Итуруп), МиГ-23 МЛ                     |
| 01.05.1980 г. — 01.05.1986 г. | 528-й истребительный авиационный полк | Смирных (аэродром), Сахалинская область, МиГ-23 МЛ     |
| 01.05.1980 г. — 01.05.1986 г. | 777-й истребительный авиационный полк | Сокол, Сахалинская область, МиГ-23 МЛ, МиГ-31          |

## Базирование
| Период                  | Место базирования          |
| ----------------------- | -------------------------- |
| 01.05.1980 — 01.05.1986 | Сокол, Сахалинская область |

## Инциденты
- в 1983 году заместитель командира  777-го ИАП дивизии подполковник Г. Н. Осипович  уничтожил самолёт-разведчик Боинг-747.